# Schleifer

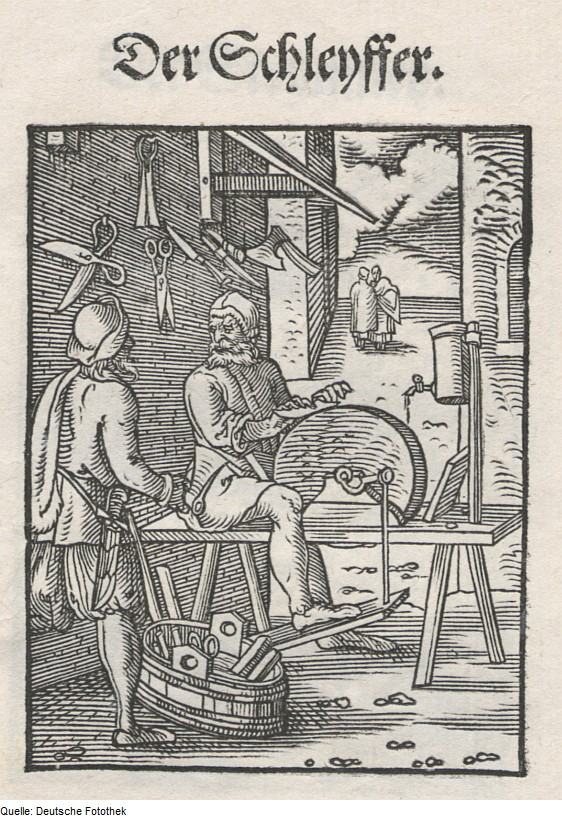
Schleifer um 1568

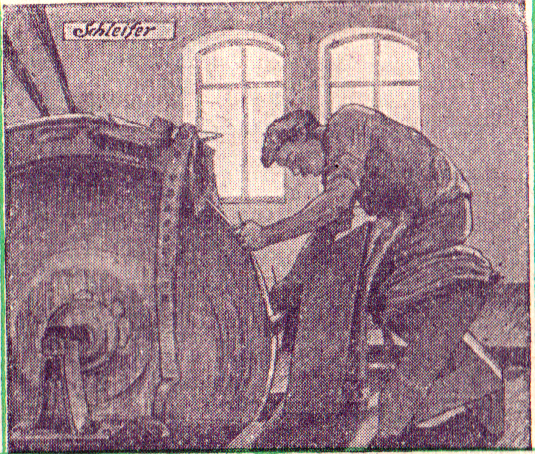
Ein Schleifer auf einem Notgeldschein aus Steinbach von 1922.

Der Schleifer (lat.: Acuciator, Acuminator oder Acutiator) ist ein Handwerker, der Werkstücke durch Schleifen bearbeitet.
Schleifer arbeiten überwiegend im Bereich der Metallverarbeitung in Gießereibetrieben so wie in Betrieben für Maschinen-, Anlagen- und Apparatebau, Metallerzeugnisse oder Fahrzeugtechnik.
Das sog. „Bliesen“ bedeutete im Mittelalter das Schleifen des Schwertes. Der Blieser, ein eigener Berufsstand, besorgte das Bliesen per Handarbeit. Nachdem das Schwert geschmiedet war, wurde es geschliffen. Danach besorgte der „Blieser“ den Feinschliff (Politur); angefangen wurde mit gröberen Steinen wie z. B. Sandstein bis hin zum Feinschliff, eben mit einem Belgischen Brocken feinster Körnung. Das Feinschleifen war bei Zeremonien- und Prunkschwertern üblich.